# Aracana aurita
Aracana aurita is een straalvinnige vis uit de familie van de doosvissen (Aracanidae). De wetenschappelijke naam van de soort is, als Ostracion auritus, voor het eerst geldig gepubliceerd in 1798 door George Shaw.

## Type
- holotype: BMNH 2007.10.26.1 (opgezet)
- typelocatie: Pacifische eilanden [waarschijnlijk Tasmanië, Australia].

## Synoniemen
- Ostracion striatus Shaw, 1804[4]
- Ostracion tobinii Donovan, 1824[5]
- Ostracion lineata Gray, 1838[6]
- Ostracion spilogaster Richardson, 1840[7][8]
- Aracana spilogaster var. spinosissima McCulloch & Waite, 1915[9]
- Aracana spilogaster var. angusta McCulloch & Waite, 1915[9]